# 能勢頼次
能勢 頼次（のせ よりつぐ）は、安土桃山時代から江戸時代前期の武将・江戸幕府旗本。

## 生涯
永禄5年（1562年）、摂津国能勢郡の国人・能勢頼幸の子として誕生。
能勢氏は代々足利将軍家に仕えたが、織田信長の時代に兄二人はいずれも戦死していた。
山崎の戦いで明智光秀に味方するも、敗戦後に逃亡し塩川長満に領地を奪われた。光秀を破った豊臣秀吉に仕えたが旧領は当然回復されなかったらしく、『能勢町史』によると九州征伐後の能勢郡は島津義弘が在京賄料として拝領していた。
秀吉の死後には徳川家康に近づき、慶長4年（1599年）石田三成が徳川家康を襲撃するという巷説が流れた際は、自身の屋敷が三成の屋敷の隣であったため、その動向を家康に密告し続けた。慶長5年（1600年）関ヶ原の戦いでは家康に従い、その功で能勢郡3000石を与えられ、また同地に6800石を預けられる。野間神社の再興と地黄城の築城に着手した。
慶長19年（1614年）大坂冬の陣では天満口を守備。翌年夏の陣では多田へ駐屯し、どさくさに紛れ塩川氏を滅ぼした。戦後は2300石の加増を受ける。元和7年（1621年）家督を嫡男頼重に譲り隠居。
寛永3年1月18日（1626年2月14日）江戸で没した。幕府は遺言によって領地をその子孫に分与した。長男能勢頼重に3,000石、次男能勢頼高に1,500石、三男能勢頼之に1,000石、四男能勢頼永に846石、五男能勢頼平300石をそれぞれに与えた。地黄城は頼重が引き継ぎ後の11代目能勢頼富まで続いた。